# Ритцеров
Ритцеров (нем. Ritzerow) — община в Германии, в земле Мекленбург-Передняя Померания.
Входит в состав района Деммин. Подчиняется управлению Штафенхаген.  Население составляет 439 человек (на 31 декабря 2010 года). Занимает площадь 21,76 км².
Коммуна подразделяется на 3 сельских округа.